# Aderklaa
Aderklaa là một thị trấn ở huyện Gänserndorf trong bang Niederösterreich ở nước Áo. Đô thị này có diện tích 8,62 km², dân số năm 2001 là 233 người.